# Hrabstwo Gage
Hrabstwo Gage (ang. Gage County) – hrabstwo w stanie Nebraska w Stanach Zjednoczonych. Obszar całkowity hrabstwa obejmuje powierzchnię 859,96 mil² (2 227,29 km²). Według danych z 2010 r. hrabstwo miało 22 311 mieszkańców. Hrabstwo powstało 16 marca 1855 roku i nosi imię Williama D. Gagea – kapelana metodystycznego, który pełnił swoją posługę w legislaturze stanu w czasie, gdy to hrabstwo było zakładane.

## Sąsiednie hrabstwa
- Hrabstwo Lancaster (północ)
- Hrabstwo Otoe (północny wschód)
- Hrabstwo Johnson (wschód)
- Hrabstwo Pawnee (wschód)
- Hrabstwo Marshall (Kansas) (południowy wschód)
- Hrabstwo Washington (Kansas) (północny zachód)
- Hrabstwo Jefferson (zachód)
- Hrabstwo Saline (północny zachód)

## Miasta i miejscowości
- Beatrice
- Blue Springs
- Holmesville (CDP)
- Wymore

## Wioski
- Adams
- Barneston
- Clatonia
- Cortland
- Filley
- Liberty
- Odell
- Pickrell
- Virginia